# Macedonia del Norte en la Eurocopa 2020
La selección de fútbol de Macedonia del Norte fue uno de los 24 equipos participantes en la Eurocopa 2020, que inicialmente se iba a disputar en 2020, sin embargo, el torneo se pospuso hasta 2021 debido a la pandemia de COVID-19. Tuvo como sedes a ciudades de 13 asociaciones diferentes del continente.

## Clasificación
Macedonia del Norte quedó tercera del Grupo G siendo superada por Polonia y Austria, y superando a Eslovenia, Israel y Letonia, sin embargo, gracias a sus buenos resultados en la Liga de las Naciones de la UEFA 2018-19, pudo participar en la Ruta D de los play-offs
|  | Semifinales         | Semifinales         |   |  | Final                  | Final |  |
|  |                     |                     |   |  |                        |       |  |
|  | 8 de octubre, 18:00 |                     |   |  |                        |       |  |
|  | Georgia             | 1                   |   |  |                        |       |  |
|  | Bielorrusia         | 0                   |   |  |                        |       |  |
|  |                     |                     |   |  |                        |       |  |
|  |                     |                     |   |  | 12 de noviembre, 18:00 |       |  |
|  |                     |                     |   |  | Georgia                | 0     |  |
|  |                     | Macedonia del Norte | 1 |  |                        |       |  |
|  |                     |                     |   |  |                        |       |  |
|  |                     |                     |   |  |                        |       |  |
|  |                     |                     |   |  |                        |       |  |
|  | 8 de octubre, 20:45 |                     |   |  |                        |       |  |
|  | Macedonia del Norte | 2                   |   |  |                        |       |  |
|  | Kosovo              | 1                   |   |  |                        |       |  |

## Amistosos previos
| 1 de junio de 2021, 18:00 | Macedonia del Norte | 1:1 (0:0) | Eslovenia     | Toše Proeski Arena, Skopje                                 |                                                            |
|                           | Elmas 55'           | Reporte   | 90+7' Črnigoj | Asistencia: 10.000 espectadores Árbitro(s): Besfort Kasumi | Asistencia: 10.000 espectadores Árbitro(s): Besfort Kasumi |

| 4 de junio de 2021, 18:00 | Macedonia del Norte                                                  | 4:0 (1:0) | Kazajistán | Toše Proeski Arena, Skopje  |                             |
|                           | Alioski 35' (pen.) · Trichkovski 57' · Ristovski 74' · Churlinov 76' | Reporte   |            | Árbitro(s): Milovan Milačić | Árbitro(s): Milovan Milačić |

## Torneo

### Convocatoria
La primera lista de convocados para la Eurocopa fue facilitada por Igor Angelovski
| #     | Nombre                | Posición       | Edad | Part. | Club             |
| ----- | --------------------- | -------------- | ---- | ----- | ---------------- |
| 1     | Stole Dimitrievski    | Portero        | 27   | 42    | Rayo Vallecano   |
| 2     | Damjan Šiškovski      | Portero        | 26   | 6     | Doxa Katokopias  |
| 3     | Risto Jankov          | Portero        | 22   | 0     | Rabotnički       |
| 4     | Stefan Ristovski      | Defensa        | 29   | 68    | Dinamo Zagreb    |
| 5     | Visar Musliu          | Defensa        | 26   | 34    | Fehérvár         |
| 6     | Egzon Bejtulai        | Defensa        | 27   | 22    | Shkëndija        |
| 7     | Kire Ristevski        | Defensa        | 30   | 48    | Újpest           |
| 8     | Gjoko Zajkov          | Defensa        | 26   | 17    | Royal Charleroi  |
| 9     | Darko Velkovski       | Defensa        | 26   | 31    | Rijeka           |
| 10    | Ezgjan Alioski        | Defensa        | 29   | 47    | Leeds            |
| 11    | Arijan Ademi          | Centrocampista | 30   | 24    | Dinamo Zagreb    |
| 12    | Enis Bardhi           | Centrocampista | 26   | 37    | Levante          |
| 13    | Stefan Spirovski      | Centrocampista | 30   | 41    | AEK Larnaca      |
| 14    | Boban Nikolov         | Centrocampista | 26   | 37    | Lecce            |
| 16    | Tihomir Kostadinov    | Centrocampista | 25   | 12    | Ružomberok       |
| 17    | Ferhan Hasani         | Centrocampista | 30   | 42    | Partizán         |
| 18    | Elif Elmas            | Centrocampista | 21   | 30    | Napoli           |
| 19    | Daniel Avramovski     | Centrocampista | 26   | 7     | Kayserispor      |
| 20    | Darko Churlinov       | Centrocampista | 20   | 5     | Stuttgart        |
| 21    | Marjan Radeski        | Centrocampista | 26   | 17    | Akademija Pandev |
| 22    | Goran Pandev          | Delantero      | 37   | 119   | Genoa            |
| 23    | Aleksandar Trajkovski | Delantero      | 28   | 68    | Mallorca         |
| 24    | Ivan Tričkovski       | Delantero      | 34   | 67    | AEK Larnaca      |
| 25    | Vlatko Stojanovski    | Delantero      | 24   | 9     | Chambly          |
| 26    | Krste Velkoski        | Delantero      | 33   | 15    | FK Saravejo      |
| 27    | Milan Ristovski       | Delantero      | 18   | 4     | Spartak Trnava   |
| D. T. | Igor Angelovski       |                |      |       |                  |

### Primera fase

#### Clasificación Grupo C
| Selección           | Pts | PJ | PG | PE | PP | GF | GC | Dif |
| ------------------- | --- | -- | -- | -- | -- | -- | -- | --- |
| Países Bajos        | 9   | 3  | 3  | 0  | 0  | 8  | 2  | +6  |
| Austria             | 6   | 3  | 2  | 0  | 1  | 4  | 3  | +1  |
| Ucrania             | 3   | 3  | 1  | 0  | 2  | 4  | 5  | −1  |
| Macedonia del Norte | 0   | 3  | 0  | 0  | 3  | 2  | 8  | −6  |

|  | Clasificados a los Octavos de final. |

#### Partidos
Austria vs. Macedonia del Norte
| 13 de junio de 2021, 18:00 | Austria                                       | 3:1 (1:1) | Macedonia del Norte | Arena Națională, Bucarest                                |                                                          |
|                            | Lainer 18' · Gregoritsch 78' · Arnautović 89' | Reporte   | Pandev 28'          | Asistencia: 9082 espectadores Árbitro(s): Andreas Ekberg | Asistencia: 9082 espectadores Árbitro(s): Andreas Ekberg |

|  |  |  |  |

| POR         | 13 | Daniel Bachmann       |     |       |
| DEF         | 3  | Aleksandar Dragović   |     | 45'   |
| DEF         | 8  | David Alaba           |     |       |
| DEF         | 4  | Martin Hinteregger    |     |       |
| DEF         | 21 | Stefan Lainer         | 85' |       |
| DEF         | 2  | Andreas Ulmer         |     |       |
| MED         | 23 | Xaver Schlager        |     | 90+4' |
| MED         | 24 | Konrad Laimer         |     | 90+3' |
| MED         | 9  | Marcel Sabitzer       |     |       |
| DEL         | 25 | Saša Kalajdžić        |     | 59'   |
| DEL         | 19 | Christoph Baumgartner |     | 58'   |
| Cambios:    |    |                       |     |       |
| DEF         | 15 | Philipp Lienhart      |     | 45'   |
| MED         | 11 | Michael Gregoritsch   |     | 58'   |
| DEL         | 7  | Marko Arnautović      |     | 59'   |
| MED         | 14 | Julian Baumgartlinger |     | 90+3' |
| MED         | 6  | Stefan Ilsanker       |     | 90+4' |
| Entrenador: |    |                       |     |       |
| Franco Foda |    |                       |     |       |

| POR             | 1  | Stole Dimitrievski    |     |     |
| DEF             | 16 | Boban Nikolov         |     | 63' |
| DEF             | 13 | Stefan Ristovski      |     |     |
| DEF             | 14 | Darko Velkovski       |     |     |
| DEF             | 6  | Visar Musliu          |     | 86' |
| DEF             | 8  | Ezgjan Alioski        | 52' |     |
| MED             | 5  | Arijan Ademi          |     |     |
| MED             | 17 | Enis Bardhi           |     | 82' |
| MED             | 21 | Eljif Elmas           |     |     |
| DEL             | 9  | Aleksandar Trajkovski | 42' | 63' |
| DEL             | 10 | Goran Pandev          |     |     |
| Cambios:        |    |                       |     |     |
| MED             | 15 | Tihomir Kostadinov    |     | 63' |
| DEF             | 2  | Egzon Bejtulai        |     | 63' |
| DEL             | 7  | Ivan Tričkovski       |     | 82' |
| DEL             | 26 | Milan Ristovski       |     | 86' |
| Entrenador:     |    |                       |     |     |
| Igor Angelovski |    |                       |     |     |

| Jugador del Partido: David Alaba (Austria) Árbitros asistentes: Mehmet Culum (Suecia) Stefan Hallberg (Suecia) Cuarto árbitro: Sergey Karasev (Rusia) Quinto árbitro: Igor Demeshko (Rusia) Árbitro asistente de video: Bastian Dankert (Alemania) Árbitros asistentes del árbitro asistente de video: Chris Kavanagh (Inglaterra) Benjamin Pagès (Francia) Jérôme Brisard (Francia) |

Ucrania vs. Macedonia del Norte
| 17 de junio de 2021, 15:00 | Ucrania                        | 2:1 (2:0) | Macedonia del Norte | Arena Națională, Bucarest                                      |                                                                |
|                            | Yarmolenko 29' · Yaremchuk 34' | Reporte   | Alioski 57'         | Asistencia: 10 001 espectadores Árbitro(s): Fernando Rapallini | Asistencia: 10 001 espectadores Árbitro(s): Fernando Rapallini |

|  |  |  |  |

| POR               | 1  | Georgiy Bushchan    |     |       |
| DEF               | 21 | Oleksandr Karavayev |     |       |
| DEF               | 13 | Illya Zabarnyi      |     |       |
| DEF               | 22 | Mykola Matviyenko   |     |       |
| DEF               | 16 | Vitalii Mykolenko   |     |       |
| MED               | 6  | Taras Stepanenko    |     |       |
| MED               | 10 | Mykola Shaparenko   | 43' | 78'   |
| MED               | 17 | Oleksandr Zinchenko |     |       |
| MED               | 7  | Andriy Yarmolenko   |     | 70'   |
| MED               | 8  | Ruslan Malinovskyi  |     | 90+2' |
| DEL               | 9  | Roman Yaremchuk     |     | 70'   |
| Cambios:          |    |                     |     |       |
| MED               | 15 | Viktor Tsygankov    |     | 70'   |
| DEL               | 19 | Artem Besyedin      |     | 70'   |
| MED               | 5  | Serhiy Sydorchuk    |     | 78'   |
| DEF               | 2  | Eduard Sobol        |     | 90+2' |
| Entrenador:       |    |                     |     |       |
| Andriy Shevchenko |    |                     |     |       |

| POR             | 1  | Stole Dimitrievski    |     |     |
| DEF             | 16 | Boban Nikolov         |     | 45' |
| DEF             | 13 | Stefan Ristovski      |     |     |
| DEF             | 14 | Darko Velkovski       | 59' | 85' |
| DEF             | 6  | Visar Musliu          |     |     |
| DEF             | 8  | Ezgjan Alioski        |     |     |
| MED             | 5  | Arijan Ademi          |     | 85' |
| MED             | 20 | Stefan Spirovski      |     | 45' |
| MED             | 17 | Enis Bardhi           |     | 77' |
| DEL             | 10 | Goran Pandev          |     |     |
| DEL             | 21 | Eljif Elmas           |     |     |
| Cambios:        |    |                       |     |     |
| MED             | 25 | Darko Churlinov       |     | 45' |
| DEL             | 9  | Aleksandar Trajkovski |     | 45' |
| MED             | 24 | Daniel Avramovski     |     | 77' |
| DEF             | 4  | Kire Ristevski        |     | 85' |
| DEL             | 7  | Ivan Tričkovski       |     | 85' |
| Entrenador:     |    |                       |     |     |
| Igor Angelovski |    |                       |     |     |

| Jugador del Partido: Andriy Yarmolenko (Ucrania) Árbitros asistentes: Juan Pablo Belatti (Argentina) Diego Bonfá (Argentina) Cuarto árbitro: Slavko Vinčić (Eslovenia) Quinto árbitro: Tomaž Klančnik (Eslovenia) Árbitro asistente de video: Alejandro Hernández Hernández (España) Árbitros asistentes del árbitro asistente de video: José María Sánchez Martínez (España) Filippo Meli (Italia) Juan Martínez Munuera (España) |

Macedonia del Norte vs. Países Bajos
| 21 de junio de 2021, 18:00 | Macedonia del Norte | 0:3 (0:1) | Países Bajos                   | Johan Cruyff Arena, Ámsterdam                             |                                                           |
|                            |                     | Reporte   | Depay 24' · Wijnaldum 51', 58' | Asistencia: 15 227 espectadores Árbitro(s): István Kovács | Asistencia: 15 227 espectadores Árbitro(s): István Kovács |

|  |  |  |  |

| POR             | 1  | Stole Dimitrievski    |     |     |
| DEF             | 13 | Stefan Ristovski      | 18' |     |
| DEF             | 14 | Darko Velkovski       |     |     |
| DEF             | 6  | Visar Musliu          | 48' |     |
| DEF             | 8  | Ezgjan Alioski        | 65' |     |
| MED             | 17 | Enis Bardhi           |     | 78' |
| MED             | 5  | Arijan Ademi          |     | 79' |
| MED             | 7  | Ivan Tričkovski       |     | 56' |
| MED             | 9  | Aleksandar Trajkovski |     | 68' |
| MED             | 21 | Eljif Elmas           |     |     |
| DEL             | 10 | Goran Pandev          |     | 69' |
| Cambios:        |    |                       |     |     |
| MED             | 25 | Darko Churlinov       |     | 56' |
| MED             | 11 | Ferhan Hasani         |     | 68' |
| MED             | 15 | Tihomir Kostadinov    | 84' | 69' |
| DEL             | 18 | Vlatko Stojanovski    |     | 78' |
| DEF             | 16 | Boban Nikolov         |     | 79' |
| Entrenador:     |    |                       |     |     |
| Igor Angelovski |    |                       |     |     |

| POR           | 1  | Maarten Stekelenburg |  |     |
| DEF           | 3  | Matthijs de Ligt     |  |     |
| DEF           | 6  | Stefan de Vrij       |  | 45' |
| DEF           | 17 | Daley Blind          |  |     |
| DEF           | 22 | Denzel Dumfries      |  | 45' |
| DEF           | 12 | Patrick van Aanholt  |  |     |
| MED           | 8  | Georginio Wijnaldum  |  |     |
| MED           | 21 | Frenkie de Jong      |  | 79' |
| MED           | 16 | Ryan Gravenberch     |  |     |
| DEL           | 10 | Memphis Depay        |  | 66' |
| DEL           | 18 | Donyell Malen        |  | 66' |
| Cambios:      |    |                      |  |     |
| DEF           | 25 | Jurriën Timber       |  | 45' |
| DEL           | 7  | Steven Berghuis      |  | 45' |
| DEL           | 11 | Quincy Promes        |  | 66' |
| DEL           | 19 | Wout Weghorst        |  | 66' |
| DEL           | 26 | Cody Gakpo           |  | 79' |
| Entrenador:   |    |                      |  |     |
| Frank de Boer |    |                      |  |     |

| Jugador del Partido: Georginio Wijnaldum (Países Bajos) Árbitros asistentes: Vasile Florin Marinescu (Rumania) Ovidiu Artene (Rumania) Cuarto árbitro: Georgi Kabakov (Bulgaria) Quinto árbitro: Martin Margaritov (Bulgaria) Árbitro asistente de video: Marco Di Bello (Italia) Árbitros asistentes del árbitro asistente de video: Paolo Valeri (Italia) Lee Betts (Inglaterra) Paweł Gil (Polonia) |